# Moraújo
Moraújo là một đô thị thuộc bang Ceará, Brasil. Đô thị này có diện tích 415,614 km², dân số năm 2007 là 7982 người, mật độ 19,21 người/km².